# Sing On! Germany
Sing On! Germany é um reality show alemão que estreou em 7 de agosto de 2020 na Netflix.

## Elenco
O programa é apresentado por Palina Rojinski.

## Lançamento
Vem Cantar! Alemanha foi lançado em 7 de agosto de 2020, na Netflix.